# Gymnosporia mossambicensis
Gymnosporia mossambicensis är en benvedsväxtart som först beskrevs av Johann Friedrich Klotzsch, och fick sitt nu gällande namn av Ludwig Eduard Theodor Loesener. Gymnosporia mossambicensis ingår i släktet Gymnosporia och familjen Celastraceae. Inga underarter finns listade.